# Educación en Andalucía

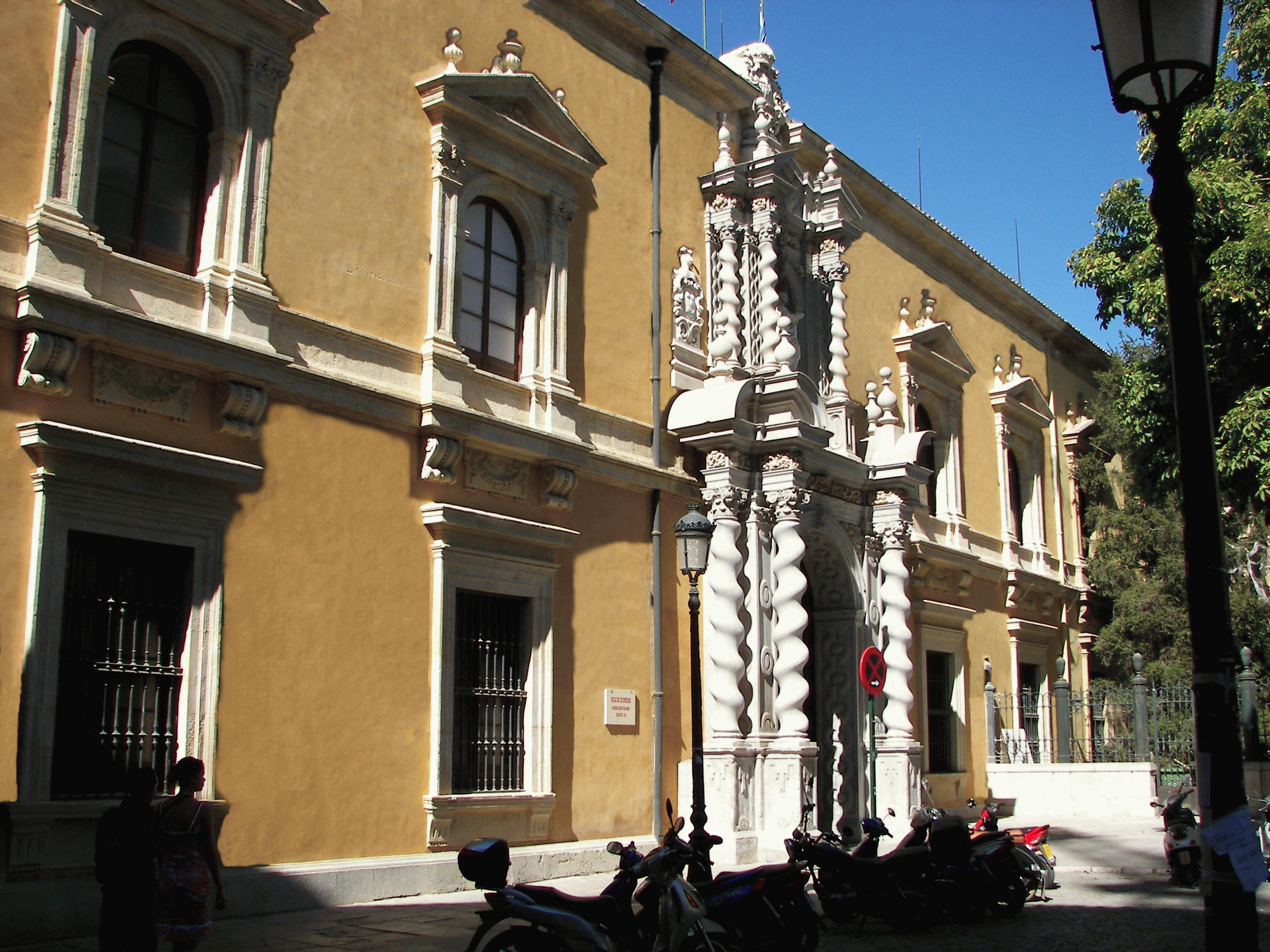
Facultad de Derecho de la Universidad de Granada

La Educación en Andalucía, como en el resto del España, se fundamenta en una administración pública que proporciona una educación obligatoria y gratuita para todas las personas, según dispone la Constitución Española de 1978. La Junta de Andalucía tiene las competencias en materia de educación, excepto en el caso de las enseñanzas universitarias, que competen al estado.
Al igual que en el resto de España la enseñanza básica comprende dieciséis años de escolaridad, diez de ellos obligatorios. Se desarrolla entre los cero y los dieciséis años de edad, período tras el cual el alumno puede acceder al bachillerato, a la formación profesional de grado medio, a los ciclos de grado medio de artes plásticas y diseño, a las enseñanzas deportivas de grado medio o al mundo laboral.
Los estudios universitarios se estructuran en ciclos y toman como medida de la carga lectiva el crédito, según lo establecido en la Declaración de Bolonia, a la que se están adaptando las universidades andaluzas junto a las otras universidades del Espacio Europeo de Educación Superior. 
Durante la Edad Media se creó en el reino nazarí de Granada una Madraza en la capital granadina. Sin embargo no fue hasta la Edad Moderna en que se crearon las primeras universidades en territorio andaluz, caso de las universidades de Sevilla, Granada, Baeza y Osuna. En el curso 2008-2009 Andalucía cuenta con 10 universidades públicas y una privada.
- Datos: Q5819912
- Multimedia: Education in Andalusia / Q5819912